# 新庄耕
新庄 耕（しんじょう こう、1983年9月25日 - ）は、日本の小説家。

## 来歴
京都府京都市出身。10代の時に事件を起こして少年院に収容される。2年間の浪人生活を経て慶應義塾大学環境情報学部卒業。リクルートに入社するも1年で退職し、ベンチャービジネスや肉体労働などの仕事を経験する。
2012年、「狭小邸宅」で第36回すばる文学賞を受賞しデビュー。2021年、『地面師たち』で第23回大藪春彦賞候補。

## 著作
- 『狭小邸宅』（集英社、2013年2月 / 集英社文庫、2015年2月）
  - 【台湾版】『狭小宅邸』（天培社、2017年10月）
  - 初出:『すばる』2012年12月号
- 『ニューカルマ』（集英社、2016年1月 / 集英社文庫、2019年1月）
  - 初出:『小説すばる』2015年8月号 - 10月号連載
- 『カトク 過重労働撲滅特別対策班』（文春文庫、2018年7月）
- 『サーラレーオ』（講談社、2018年8月）
  - 初出:『群像』2018年5月号
- 『地面師たち』（集英社、2019年12月）（集英社文庫、2022年1月）
  - 初出:『小説すばる』2019年1月号 - 10月号連載
- 『夏が破れる』（小学館、2022年4月）
  - 【改題】『破夏』（小学館文庫、2025年2月）
  - 初出:『WEBきらら』2021年4月号 - 12月号連載
- 『オッケ、グッジョブ』（電子書籍、2024年3月）
  - 初出:『すばる』2013年9月号
- 『地面師たち ファイナル・ベッツ』（集英社、2024年7月）
  - 初出:『小説すばる』2022年5月号 - 10月号、2022年12月号 - 2024年1月号連載
  - 『地面師たち』の続編。
- 『地面師たち アノニマス』（集英社文庫、2024年11月）
  - 『地面師たち』の前日譚。

## 単行本未収録作品
- おおすみ（『すばる』2020年1月号）
- 終電過ぎのシンデレラ（『小説トリッパー』2020年夏季号）
- 新郷地（連載『小説トリッパー』2021年春季号 - ）